# ألبرت هاوك
ألبرت هاوك (بالألمانية: Albert Hauck)‏ هو عالم عقيدة وأستاذ جامعي ألماني، ولد في 9 ديسمبر 1845 في فاسرترودينغن في ألمانيا، وتوفي في 1918 في لايبزيغ في ألمانيا.